# Lashīnlū
Lashīnlū (persiska: لَشِنلو, لشینلو, Lashenlū) är en ort i Iran.   Den ligger i provinsen Västazarbaijan, i den nordvästra delen av landet, 600 km väster om huvudstaden Teheran. Lashīnlū ligger 1 286 meter över havet och antalet invånare är 132.
Terrängen runt Lashīnlū är platt åt sydost, men åt nordväst är den kuperad.Runt Lashīnlū är det ganska tätbefolkat, med 185 invånare per kvadratkilometer. Närmaste större samhälle är Urmia, 12,0 km väster om Lashīnlū. Trakten runt Lashīnlū består till största delen av jordbruksmark.